# انگوین تای سون
انگوین تای سون (انگلیسی: Nguyễn Thái Sơn؛ زادهٔ ۱۳ ژوئیهٔ ۲۰۰۳) بازیکن فوتبال اهل ویتنام است.
وی همچنین در تیم‌های ملی فوتبال زیر ۲۳ سال ویتنام، و ویتنام بازی کرده‌است.